# Varlax
Varlax (va:r-) är en by på Emsalö i Borgå stad, Nyland., fi. även Vaarlahti.
I Varlax finns Emsalö kapell. På Varlaxudden finns en lots- och väderstation.